# 瓊韻社
瓊韻社（けいいんしゃ）は、囲碁の組織。プロの囲碁棋士が所属して活動を行う。雁金準一を中心に設立され現在にいたる。
1924年の碁界大合同による日本棋院設立の直後に、雁金準一、鈴木為次郎、加藤信、小野田千代太郎、高部道平の5棋士による棋正社が設立された。その後、院社対抗戦などを経て、鈴木、加藤、小野田が日本棋院に復帰し、棋正社は雁金、高部の2名のみとなった。雁金は1941年に独立して瓊韻社を設立した。この時に棋正社からは、雁金の娘婿でもあった渡辺昇吉六段などの門下の棋士や小沢了正五段など、高部以外のほとんどの棋士が瓊韻社に移った。
この1941年から雁金は呉清源と十番碁を打つが、1勝4敗で打ち切りとなった。翌年には渡辺昇吉と日本棋院の藤沢庫之助の十番碁が行われるが、藤沢3連勝で打ち切りとなる。この後、瓊韻社と日本棋院の間の対局は機会は少なく、雁金に対しては日本棋院への復帰運動もあったが、本人は応じずに瓊韻社に留まった。戦後は渡辺昇吉が旧名人戦、棋聖戦などの棋戦に参加した。
雁金の弟子の富田忠夫は、当初から自宅の教室や瓊韻社の勉強会で、日本棋院の院生の指導をしていた。1972年に富田は日本棋院棋士らと「日華親善囲碁の旅」に同行して台湾へ行き、中国囲棋会からの台湾の少年を日本に囲碁留学させたいという希望を受けて、1973年から王銘琬ら5人を門下として迎え、これも日本棋院の棋士として育て上げている。

## 主な所属棋士
- 渡辺昇吉（1911年1月10日-1997年3月17日）東京都出身、雁金準一門下。1925年入段。1942年に藤沢庫之助と十番碁。1959年九段。1961年、第2期名人戦第二次予選に出場し、3勝後に大平修三に敗れる。
- 富田忠夫（1910年12月2日-2002年2月14日）東京都出身、雁金準一門下。学習院大学卒。1941年飛び付き三段、1997年名誉九段。門下に王銘琬、鄭銘瑝、鄭銘琦、郭求真、渋沢真知子など。1994年大倉喜七郎賞受賞。
- 小玉高竜（1916年10月13日生）東京都出身、雁金準一門下。1935年入段、1997年九段。
- 宋麗（1965年10月15日生）中国福州出身。中国四段、1997年入社・五段。鄭銘瑝夫人。